# Mike Richter (Designer)
Mike Richter (* 1970 in Ulm) ist ein deutscher Designer und seit 2002 Professor an der Hochschule Darmstadt. Er ist Dekan am Fachbereich Gestaltung, Mitglied des Hochschulrats der mdh und Serial Entrepreneur. Er begleitet außerdem verschiedene Ämter in der Designwirtschaft. 

## Werdegang
Richter machte 1989 das Abitur am CSG Christoph Scheiner Gymnasium. Er belegte ein Studium des Industriedesigns an der Hochschule für Gestaltung Schwäbisch Gmünd, London (Ravensbourne University) und Kopenhagen (Det Kongelige Danske Kunstakademi, Konservatorskolen). 1995 erhielt er das Diplom. Er erlangte zudem ein Fulbright-Stipendium zum Studium am Institute of Design (New Bauhaus) in Chicago von 1995 bis 1997 mit dem Abschluss Master’s Degree in Innovation Planning.

## Forschung
Eines seiner Forschungsgebiete ist das „unified user interface“. 

## Gremien
Richter ist seit Oktober 2021 Präsident des Rats für Formgebung (German Design Council), dem er seit 1997 angehört, seit 2013 als Mitglied im Präsidium. Damit löste er Peter Pfeiffer im Amt ab. Des Weiteren ist Richter Jurymitglied des German Design Award und des German Brand Award sowie Mitglied im Hochschulrat der Mediadesign Hochschule in Berlin.

## Unternehmenstätigkeiten
Er ist Mitgründer der drei Unternehmen „icon group“ (ehem. „iconmobile“), „Banbutsu“ und „Veritas Entertainment“.